# Hummer H1
O Hummer H1  é um modelo civil baseado no "M998 High Mobility Multipurpose Wheeled Vehicle" (HMMWV), popularmente conhecido como Humvee, veículo militar desenvolvido pela AM General, o H1 posui quatro principais tipos: dois lugares com teto metal , quatro lugares com teto de lona, quatro lugares com teto de metal e quatro lugares com teto tipo perua.